# Список великих княжон и княгинь Российской империи

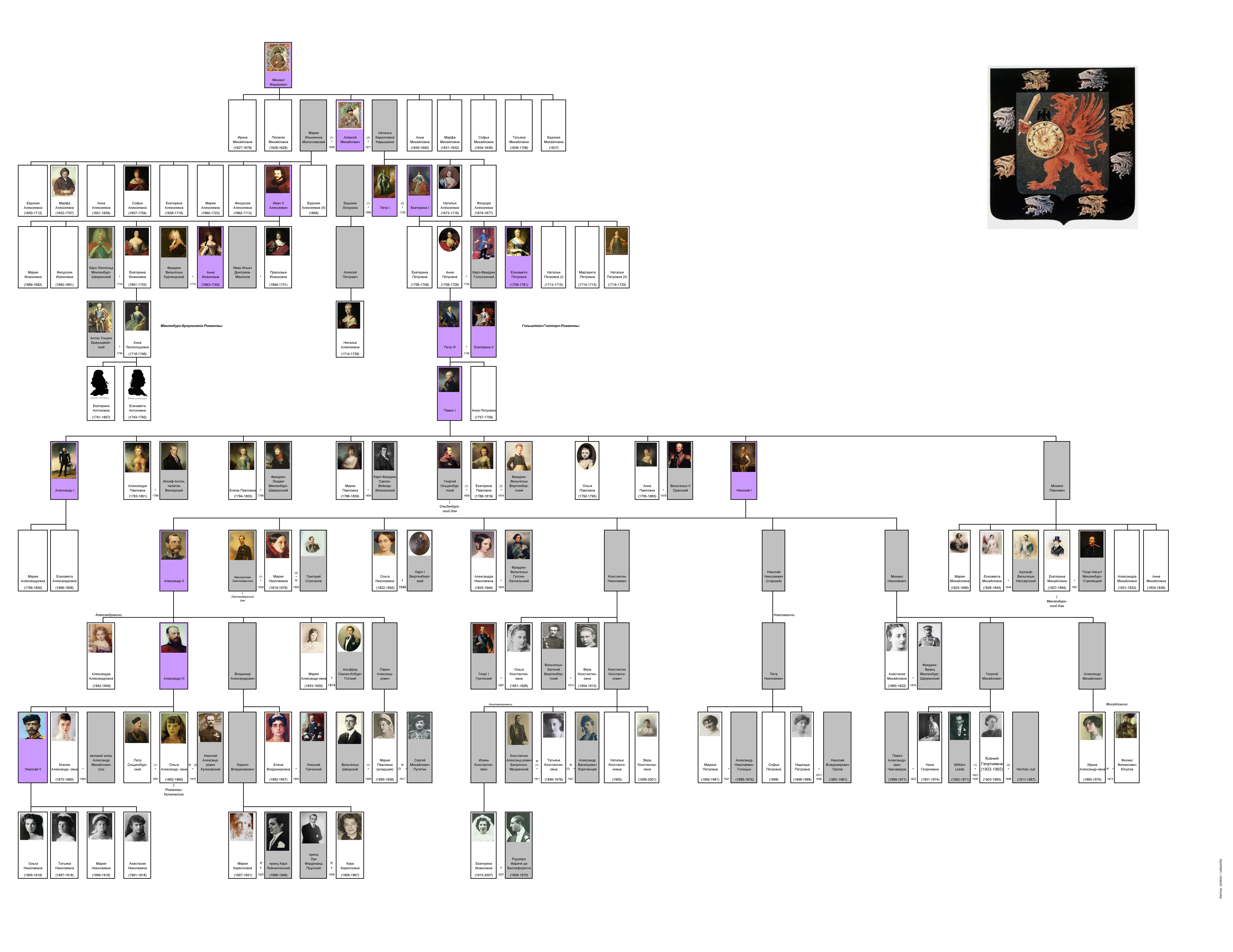
Генеалогическое древо дома Романовых: дочери

Список великих княжон и княгинь дома Романовых включает женщин, носивших титул «великая княжна» по праву рождения и «великая княгиня» по браку.

## Титул
В эпоху абсолютизма титулы «великий князь» и «великая княжна (великая княгиня)» стали присваиваться детям (соответственно, мужского и женского пола) царствующего монарха, что было официально закреплено в «Учреждении об императорской фамилии» Павла I от 5 апреля 1797. Таким образом, титул стал приблизительно соответствовать европейскому титулу «принц крови», хотя соответствие здесь неполное. Согласно постановлению Александра III, изданному с целью ограничения числа лиц, носящих подобный титул, носить его могли только дети и внуки императора. Правнуки и далее получали титул Князь императорской крови.

## Великие княжны
Все великие княжны, выходившие замуж за иностранных принцев, меняли в именовании Российской Империи титул «великой княжны» (незамужней) на титул «великой княгини» (замужней дамы). Однако они включены только в первую таблицу (за исключением Ксении Александровны, которая вышла замуж за русского великого князя).
Фиолетовым цветом отмечены персоны, ношение которыми титула «великая княжна» сомнительно. Голубым отмечены княжны, отцами которых не были правящие монархи, а их сыновья, братья или племянники. Курсивом отмечены неравнородные браки.

### До закрепления титула
Первые поколения императорской фамилии законодательно титула «великий князь/княгиня» не носили. В данном списке перечислено соответствующее потомство царей и императоров женского пола — «царевны» и «государыни».
| Портрет       | Имя                    | Год рождения | Год смерти            | Родители                                                                                      | Брак                                     | Примечание |
| ------------- | ---------------------- | ------------ | --------------------- | --------------------------------------------------------------------------------------------- | ---------------------------------------- | --- |
| 2-е поколение |                        |              |                       |                                                                                               |                                          | |
|               | Екатерина Петровна     | 1706         | 1709                  | Пётр I                                                                                        | нет                                      | умерла в детстве. (28.12.1706 (08.01.1707), Москва — 16(27).07.1708, там же, погребена в Петропавловском соборе в С.-Петербурге).                                                                                               |
|               | Анна Петровна          | 1708         | 1728                  | Император Пётр I                                                                              | 1725, Карл Фридрих Гольштейн-Готторпский | Цесаревна (данный титул носили после принятия Петром I императорского титула (1721) и коронации императрицы Екатерины Алексеевны (1724) их дочери Анна Петровна, Елизавета Петровна и Наталья Петровна 2-я), с 1725 — герцогиня |
|               | Елизавета Петровна     | 1709         | 1761 (1762 по н. ст.) | Пётр I                                                                                        | нет                                      | Цесаревна, с 1741 — императрица |
|               | Наталья Петровна (1-я) | 1713         | 1715                  | Пётр I                                                                                        | нет                                      | умерла в детстве |
|               | Маргарита Петровна     | 1714         | 1715                  | Пётр I                                                                                        | нет                                      | умерла в детстве |
|               | Наталья Петровна (2-я) | 1718         | 1725                  | Пётр I                                                                                        | нет                                      | Цесаревна, умерла в детстве |
| 3-е поколение |                        |              |                       |                                                                                               |                                          | |
|               | Наталья Алексеевна     | 1714         | 1728                  | Царевич Алексей Петрович                                                                      | нет                                      | Умерла в детстве |
|               | Анна Леопольдовна      | 1718         | 1746                  | Царевна Екатерина Иоанновна и герцог Карл Леопольд Мекленбург-Шверинский                      | 1739, Антон Ульрих Брауншвейгский        | В России с 1722. В 1733 приняла православие. Правительница. В 1741 свергнута. В русских источниках именуется «принцесса». |
| 4-е поколение |                        |              |                       |                                                                                               |                                          | |
|               | Екатерина Антоновна    | 1741         | 1807                  | Анна Леопольдовна и герцог Антон Ульрих Брауншвейгский                                        | нет                                      | Оказалась в ссылке в младенчестве. В 1780 году освобождена и выслана за границу. |
|               | Елизавета Антоновна    | 1743         | 1782                  | Анна Леопольдовна и герцог Антон Ульрих Брауншвейгский                                        | нет                                      | Родилась в ссылке. В 1780 году освобождена и выслана за границу. |
|               | Анна Петровна          | 1757         | 1759                  | великий князь Пётр Фёдорович (Пётр III) и великая княгиня Екатерина Алексеевна (Екатерина II) | нет                                      | скончалась в детстве |

### Великие княжны
После официального закрепления титула.
| Портрет       | Имя                      | Год рождения | Год смерти | Родители                                                    | Брак | Примечание       |
| ------------- | ------------------------ | ------------ | ---------- | ----------------------------------------------------------- | --- | ---------------- |
| 5-е поколение |                          |              |            |                                                             | |                  |
|               | Александра Павловна      | 1783         | 1801       | великий князь Павел Петрович (Павел I)                      | 1799, Иосиф Австрийский (палатин Венгрии)                                                                    |                  |
|               | Елена Павловна           | 1784         | 1803       | великий князь Павел Петрович (Павел I)                      | 1799, принц Фридрих Людвиг Мекленбург-Шверинский                                                             |                  |
|               | Мария Павловна           | 1786         | 1859       | великий князь Павел Петрович (Павел I)                      | 1804, великий герцог Карл Фридрих Саксен-Веймар-Эйзенахский                                                  |                  |
|               | Екатерина Павловна       | 1788         | 1819       | великий князь Павел Петрович (Павел I)                      | 1. 1809, принц Георгий Петрович Ольденбургский 2. 1816, принц Вильгельм Вюртембергский (впоследствии король) |                  |
|               | Ольга Павловна           | 1792         | 1795       | великий князь Павел Петрович (Павел I)                      | нет | умерла в детстве |
|               | Анна Павловна            | 1795         | 1865       | великий князь Павел Петрович (Павел I)                      | 1816, Виллем II (король Нидерландов с 1840)                                                                  |                  |
| 6-е поколение |                          |              |            |                                                             | |                  |
|               | Мария Александровна      | 1799         | 1800       | великий князь Александр Павлович (Александр I)              | нет | умерла в детстве |
|               | Елизавета Александровна  | 1806         | 1808       | император Александр I                                       | нет | умерла в детстве |
|               | Мария Николаевна         | 1819         | 1876       | великий князь Николай Павлович (Николай I)                  | 1. 1839, герцог Максимилиан Лейхтенбергский 2. 1853, граф Григорий Александрович Строганов                   |                  |
|               | Ольга Николаевна         | 1822         | 1892       | великий князь Николай Павлович (Николай I)                  | 1846, Карл I (король Вюртемберга)                                                                            |                  |
|               | Александра Николаевна    | 1825         | 1844       | великий князь Николай Павлович (Николай I)                  | 1844, Фридрих Вильгельм Гессен-Кассельский                                                                   |                  |
|               | Мария Михайловна         | 1825         | 1846       | великий князь Михаил Павлович (внучка Павла I)              | нет |                  |
|               | Елизавета Михайловна     | 1826         | 1845       | великий князь Михаил Павлович (внучка Павла I)              | 1844, Адольф (великий герцог Люксембургский)                                                                 |                  |
|               | Екатерина Михайловна     | 1827         | 1894       | великий князь Михаил Павлович (внучка Павла I)              | 1851, герцог Георг-Август Мекленбург-Стрелицкий                                                              |                  |
|               | Александра Михайловна    | 1831         | 1832       | великий князь Михаил Павлович (внучка Павла I)              | нет | умерла в детстве |
|               | Анна Михайловна          | 1834         | 1836       | великий князь Михаил Павлович (внучка Павла I)              | нет | умерла в детстве |
| 7-е поколение |                          |              |            |                                                             | |                  |
|               | Александра Александровна | 1842         | 1849       | великий князь Александр Николаевич (Александр II)           | нет | умерла в детстве |
|               | Мария Александровна      | 1853         | 1920       | великий князь Александр Николаевич (Александр II)           | 1874, принц Альфред Саксен-Кобург-Готский, герцог Великобритании и Германии                                  |                  |
|               | Ольга Константиновна     | 1851         | 1926       | великий князь Константин Николаевич (внучка Николая I)      | 1867, Георг I (король Греции)                                                                                |                  |
|               | Вера Константиновна      | 1854         | 1912       | великий князь Константин Николаевич (внучка Николая I)      | 1874, герцог Вильгельм-Евгений Вюртембергский                                                                |                  |
|               | Анастасия Михайловна     | 1860         | 1922       | великий князь Михаил Николаевич (внучка Николая I)          | 1878, Фридрих Франц III, великий герцог Мекленбург-Шверинский                                                |                  |
| 8-е поколение |                          |              |            |                                                             | |                  |
|               | Ксения Александровна     | 1875         | 1960       | великий князь Александр Александрович (Александр III)       | 1894, великий князь Александр Михайлович                                                                     |                  |
|               | Ольга Александровна      | 1882         | 1960       | Александр III                                               | 1. 1901, принц Пётр Александрович Ольденбургский 2. 1916, Куликовский, Николай Александрович                 |                  |
|               | Елена Владимировна       | 1882         | 1957       | великий князь Владимир Александрович (внучка Александра II) | 1902, Николай (принц Греческий и Датский)                                                                    |                  |
|               | Мария Павловна           | 1890         | 1958       | великий князь Павел Александрович (внучка Александра II)    | 1. 1908, Вильгельм, герцог Сёдерманландский 2. 1917, князь Сергей Михайлович Путятин                         |                  |
| 9-е поколение |                          |              |            |                                                             | |                  |
|               | Ольга Николаевна         | 1895         | 1918       | император Николай II                                        | нет |                  |
|               | Татьяна Николаевна       | 1897         | 1918       | император Николай II                                        | нет |                  |
|               | Мария Николаевна         | 1899         | 1918       | император Николай II                                        | нет |                  |
|               | Анастасия Николаевна     | 1901         | 1918       | император Николай II                                        | нет |                  |

## Великие княгини
| Портрет       | Имя                                                   | До брака                                                                        | Год рождения | Год смерти | Брак                                                         | Примечание                                                            |
| ------------- | ----------------------------------------------------- | ------------------------------------------------------------------------------- | ------------ | ---------- | ------------------------------------------------------------ | --------------------------------------------------------------------- |
| 2-е поколение |                                                       |                                                                                 |              |            |                                                              |                                                                       |
|               | Шарлотта Кристина София Брауншвейг-Вольфенбюттельская | Флаг Германии                                                                   | 1694         | 1715       | 1711, царевич Алексей Петрович                               |                                                                       |
| 3-е поколение |                                                       |                                                                                 |              |            |                                                              |                                                                       |
|               | Екатерина Алексеевна                                  | София Августа Фредерика Ангальт-Цербстская                                      | 1729         | 1796       | 1745, великий князь Пётр Фёдорович (Пётр III)                | 1761 — императрица, 1762 — самодержица                                |
| 4-е поколение |                                                       |                                                                                 |              |            |                                                              |                                                                       |
|               | Наталья Алексеевна                                    | Августа-Вильгельмина-Луиза Гессен-Дармштадтская                                 | 1755         | 1776       | 1773 — великий князь Павел Петрович (Павел I)                | Цесаревна                                                             |
|               | Мария Фёдоровна                                       | София-Доротея-Августа-Луиза Вюртембергская                                      | 1759         | 1828       | 1776 — великий князь Павел Петрович (Павел I)                | Цесаревна, 1796 — императрица, 1801 — вдовствующая императрица        |
| 5-е поколение |                                                       |                                                                                 |              |            |                                                              |                                                                       |
|               | Елизавета Алексеевна                                  | Луиза-Мария-Августа Баденская                                                   | 1779         | 1826       | 1793 — великий князь Александр Павлович (Александр I)        | 1796 — цесаревна, 1801 — императрица, 1825 — вдовствующая императрица |
|               | Анна Фёдоровна                                        | Юлианна-Генриетта-Ульрика Саксен-Кобург-Заальфельд                              | 1781         | 1860       | 1796 — великий князь Константин Павлович                     | 1801 — цесаревна, 1820 — развод, сохранение титула                    |
|               | Александра Фёдоровна                                  | Фридерика Шарлотта Вильгельмина Прусская                                        | 1798         | 1860       | 1817, великий князь Николай Павлович (Николай I)             | 1825 — императрица, 1855 — вдовствующая императрица                   |
|               | Елена Павловна                                        | Фредерика Шарлотта Мария Вюртембергская                                         | 1806         | 1873       | 1823, великий князь Михаил Павлович                          | 1849 — вдова                                                          |
| 6-е поколение |                                                       |                                                                                 |              |            |                                                              |                                                                       |
|               | Мария Александровна                                   | Максимилиана Вильгельмина Мария Гессенская                                      | 1824         | 1880       | 1841 — великий князь Александр Николаевич (Александр II)     | Цесаревна, 1855 — императрица                                         |
|               | Александра Иосифовна                                  | Александра Фридерика Генриетта Паулина Марианна Элизабет Саксен-Альтенбургская  | 1830         | 1911       | 1848 — великий князь Константин Николаевич                   | 1892 — вдова                                                          |
|               | Александра Петровна                                   | Александра Фридерика Вильгельмина Ольденбургская                                | 1838         | 1900       | 1856 — великий князь Николай Николаевич Старший              | 1891 — вдова, приняла постриг                                         |
|               | Ольга Фёдоровна                                       | Цецилия Августа Баденская                                                       | 1839         | 1891       | 1857 — великий князь Михаил Николаевич                       |                                                                       |
| 7-е поколение |                                                       |                                                                                 |              |            |                                                              |                                                                       |
|               | Мария Фёдоровна                                       | Мария-София-Фредерика-Дагмара Датская                                           | 1847         | 1928       | 1866 — великий князь Александр Александрович (Александр III) | Цесаревна, 1881 — императрица, 1894 — вдовствующая, 1917 — в изгнании |
|               | Мария Павловна                                        | Мария Александрина Элизабета Элеонора Мекленбург-Шверинская                     | 1854         | 1920       | 1874 — великий князь Владимир Александрович                  | 1909 — вдова, 1917 — в изгнании                                       |
|               | Елизавета Фёдоровна                                   | Елизавета Александра Луиза Алиса Гессен-Дармштадтская                           | 1864         | 1918       | 1884 — великий князь Сергей Александрович                    | 1905 — вдова, 1918 — арестована, убита                                |
|               | Александра Георгиевна                                 | Александра, принцесса Греческая и Датская                                       | 1870         | 1891       | 1889 — великий князь Павел Александрович                     |                                                                       |
|               | Елизавета Маврикиевна                                 | Элизавета Августа Мария Агнеса Саксен-Альтенбургская                            | 1865         | 1927       | 1884 — великий князь Константин Константинович               | 1915 — вдова, 1917 — в изгнании                                       |
|               | Анастасия Черногорская                                | Анастасия (Стана) Петрович-Негош, княжна Черногорская                           | 1868         | 1935       | 1907 — великий князь Николай Николаевич Младший              | 1917 — в изгнании, 1929 — вдова                                       |
|               | Милица Черногорская                                   | Милица Петрович-Негош, княжна Черногорская                                      | 1866         | 1951       | 1889 — великий князь Пётр Николаевич                         | 1917 — в изгнании, 1931 — вдова                                       |
|               | Мария Георгиевна                                      | Мария, принцесса Греческая и Датская                                            | 1876         | 1940       | 1900 — великий князь Георгий Михайлович                      | 1919 — вдова, в изгнании                                              |
|               | Ксения Александровна                                  | великая княжна Ксения Александровна                                             | 1875         | 1960       | 1894 — великий князь Александр Михайлович                    | 1917 — изгнание, 1933 — вдова                                         |
| 8-е поколение |                                                       |                                                                                 |              |            |                                                              |                                                                       |
|               | Виктория Фёдоровна                                    | Виктория Мелита, принцесса Великобританская, Ирландская и Саксен-Кобург-Готская | 1876         | 1936       | 1905 — великий князь Кирилл Владимирович                     | 1917 — в изгнании                                                     |